# Michelle Magorian
Michelle Jane Magorian (* 6. November 1947 in Southsea, Portsmouth) ist eine britische Autorin und Schauspielerin.
Sie wuchs in Singapur auf, lebte dann einige Zeit in Australien und später in Paris, wo sie Schülerin Marcel Marceaus war und Gesangs-, Ballett- und Schauspielunterricht nahm. 1982 erhielt sie für ihr 1981 erschienenes Buch Goodnight Mr Tom, das in deutscher Sprache unter dem Titel Der Junge aus London erschien, den Guardian Award. Der Roman handelt von einem Jungen, der während der Luftangriffe des Zweiten Weltkriegs aus London evakuiert wird und von einem vereinsamten alten Mann aufgenommen wird. Er wurde 1998 mit John Thaw verfilmt und auch als Theaterstück und Musical aufgeführt. Es ist mittlerweile in 13 Sprachen übersetzt worden. Ein anderes Werk, das sich ebenfalls mit dem Zweiten Weltkrieg befasst, ist Back Home. Michelle Magorian wurde zu diesen Büchern durch die Erzählungen ihrer Mutter über ihre Zeit als Krankenschwester inspiriert.
Michelle Magorian lebt mit ihren beiden Söhnen in New Hampshire.

## Werke (Originaltitel)
- Goodnight Mister Tom (1981) (ISBN 0-06-440174-X)

- BBC Big Read Platz 49
- Guardian Award 1982

- Back Home (1984) (ISBN 0-06-440411-0)
- Waiting for My Shorts to Dry (1989)
- Who's Going to Take Care of Me? (1990)
- Orange Paw Marks (1991)
- A Little Love Song (1991) (ISBN 0-7497-1061-6)
- In Deep Water (1992)
- Jump (1992)
- Not a Swan (1992)
- A Cuckoo in the Nest (1994)
- A Spoonful of Jam (1998)
- Be Yourself (2003)
- Just Henry (2008)

- Costa Book Award 2008